# Per Kaufeldt
Per Ludvig Gösta Kaufeldt (ur. 1 sierpnia 1902 w Sztokholmie, zm. 21 marca 1956 tamże) – szwedzki piłkarz grający na pozycji napastnika. W swojej karierze rozegrał 33 mecze i strzelił 23 gole w reprezentacji Szwecji.

## Kariera klubowa
Swoją karierę piłkarską Kaufeldt rozpoczął w klubie Råsunda IS. Zadebiutował w nim w 1917 roku. W 1918 roku odszedł do AIK Fotboll. W 1923 roku wywalczył z nim tytuł mistrza Szwecji. W 1924 roku przeszedł do francuskiego SO Montpellier, w którym występował przez sezon. W 1925 roku wrócił do AIK Fotboll. W sezonie 1931/1932 po raz drugi i ostatni został z nim mistrzem Szwecji. Po sezonie 1933/1934 zakończył karierę.

## Kariera reprezentacyjna
W reprezentacji Szwecji Kaufeldt zadebiutował 19 czerwca 1921 roku w przegranym 1:3 towarzyskim meczu z Norwegią, rozegranym w Kristianii. W 1924 roku zdobył ze Szwecją brązowy medal na igrzyskach olimpijskich w Paryżu. Od 1921 do 1931 roku rozegrał w kadrze narodowej 33 spotkania i zdobył 23 bramki.

## Kariera trenerska
Po zakończeniu kariery piłkarskiej Kaufeldt został trenerem. W latach 1934–1940 prowadził AIK Fotboll, który w sezonie 1936/1937 wywalczył mistrzostwo kraju. W latach 1940–1944 Kaufeldt był trenerem Hammarby IF, a w latach 1944-1950 – Djurgårdens IF. W latach 1950–1951 był szkoleniowcem Örebro SK. W 1951 roku wrócił do AIK Fotboll i pracował w nim do 1956 roku, czyli do końca swojego życia.